# Horno Brierfield
El Horno Brierfield, también conocido como Horno naval Bibb y Herrería de Brierfield, es un distrito histórico ubicado en Brierfield, Alabama, Estados Unidos. El distrito cubre 486 acres (196,7 ha) e incluye un edificio y nueve sitios. Fue incluido en el Registro Nacional de Lugares Históricos el 20 de noviembre de 1974. El distrito está rodeado por el Parque Estatal Histórico Brierfield Ironworks.

## Historia
El sitio del Horno Brierfield fue desarrollado en 1861 por Caswell Campbell Huckabee, un plantador de Greensboro, y Jonathan Newton Smith, un plantador del condado de Bibb, en un terreno comprado a Jesse Mahan cerca del río Little Cahaba, un afluente del Cahaba. El esfuerzo se conoció inicialmente como Compañía de Hierro del Condado de Bibb, y Huckabee proporcionó la mayor parte del capital y la mano de obra esclava para la construcción. En 1862 Richard Fell fue contratado para construir un alto horno de piedra de 36 pies (11,0 m) de altura y un laminador. La empresa producía inicialmente hierro fundido, pero pronto pasó a la producción más lucrativa de hierro forjado. El hierro se utilizó para producir implementos agrícolas.
Reconociendo la alta calidad del hierro producido en Brierfield, los funcionarios confederados obligaron a los hombres a vender la herrería al gobierno por $600,000 en 1863, rebautizándola como Horno naval Bibb. Se construyó un nuevo horno de ladrillos de 40 pies de altura (12 m) y se construyó una línea de ferrocarril para conectar el horno a la línea principal del ferrocarril del río Alabama y Tennessee. La producción de la herrería se envió luego al arsenal confederado en Selma. En 1864, el horno producía 25 toneladas de hierro por día, gran parte de las cuales se destinaron a producir más de 100 rifles Brooke (un tipo de cañón naval y costero), una de las armas más importantes del Sur, en Selma. Todo esto terminó el 31 de marzo de 1865, cuando el Horno Naval de Bibb fue destruido por la 10.ª Caballería Voluntaria de Misuri durante la Incursión de Wilson.
Después de la guerra, la operación fue reconstruida bajo la propiedad privada de Canebrake Company. La nueva compañía, formada por los ex confederados Josiah Gorgas y Francis Strother Lyon, quienes compraron el sitio de la ferrería del gobierno federal por $45,000 en enero de 1866. El sitio volvió a estar en producción el 2 de noviembre de 1866. En enero de 1867, Lyon entregó la escritura a Gorgas, quien se convirtió en presidente de la recién formada Brierfield Ironworks. Gorgas arrendó la herrería a Thomas S. Alvis el 2 de agosto de 1869. Dirigió las obras hasta que se vio obligado a cerrar debido a las condiciones económicas que siguieron al Pánico de 1873.
William D. y Kearsley Carter, de Louisville, Kentucky compraron y reactivaron las instalaciones en 1877. En 1882, la operación estaba bajo la dirección de Thomas Jefferson Peter, de Kansas. Peter hizo reconstruir el horno y remodeló el laminador. También hizo construir un clavo, hornos de coque y una lavadora. Sin embargo, debido en parte a la competencia de los clavos cortados de Pittsburgh, la fábrica de hierro finalmente cerró definitivamente en diciembre de 1894.
En los años posteriores al cierre, el sitio quedó abandonado. Durante la Segunda Guerra Mundial, se sacaron miles de ladrillos del sitio. En 1976, la Comisión del Condado de Bibb creó un parque que contenía 45 acres (18,2 ha) a instancias de la Sociedad Histórica del Condado de Bibb. Este esfuerzo inicial ha evolucionado a lo largo de los años hasta convertirse en lo que ahora es el Parque Estatal Histórico Brierfield Ironworks.

## Actualmente
Las estructuras y sitios que contribuyen a la lista del Registro Nacional de Lugares Históricos incluyen el horno de ladrillos ruinoso (c. 1860, década de 1880), la plataforma del tranvía desde el ferrocarril (c. 1860), los cimientos de ladrillo del laminador (c. 1862, 1880), los cimientos de clavos (c. 1880), los hornos de coque (c. 1880), el cementerio (c. 1850) y la casa del superintendente (c. 1870).
Varias otras estructuras se han trasladado al parque desde otros lugares cercanos. Incluyen la Oficina de correos de Ashby (c. 1900), la Oficina del parque Brierfield Ironworks (1894), la Casa Wilson Hayes (c. 1900), el Almacén general J. Henry Jones (c. 1900), la Cabaña Lightsey (1840), la Cabaña de troncos de Sims-Hubbard (c. 1850), la Cabaña Billy Mitchell (década de 1880) y la Iglesia Bautista Mulberry (1897). El parque también cuenta con las atracciones adicionales de un anfiteatro al aire libre, senderos para caminatas y naturales, campamentos y una piscina.